# Rodrigo de Mandiá y Parga
Rodrigo de Mandiá y Parga (Ferrol, La Coruña, 1607 - Astorga, León, 20 de octubre de 1674) fue un jurista y eclesiástico español. 
Hijo de Diego Yaces de Mandiá y de Isabel Fernández de Leizo y Doca, miembros acomodados de la pequeña nobleza gallega, estudió en el colegio mayor de San Clemente de la universidad de Santiago de Compostela y en el de Cuenca de la universidad de Salamanca. 
Ordenado como sacerdote hacia 1643, fue provisor en Mondoñedo, Osma, Sigüenza, Cuenca, Jaén, canónigo y chantre de Santiago, obispo titular de Siria desde 1652 y vicario en Madrid por el arzobispo de Toledo Baltasar Moscoso y Sandoval, cancelario y maestrescuela en la universidad de Salamanca, obispo de Almería desde 1663 y de Astorga desde 1672.
| Predecesor: Alfonso Pérez de Humanares | Obispo de Almería 1663 – 1672   | Sucesor: Francisco de Luna y Sarmiento |
| Predecesor: Matías Moratinos Santos    | Obispo de Astorga 1672 – 1674 † | Sucesor: Diego de Silva y Pacheco      |